# Lasy Gostynińsko-Włocławskie

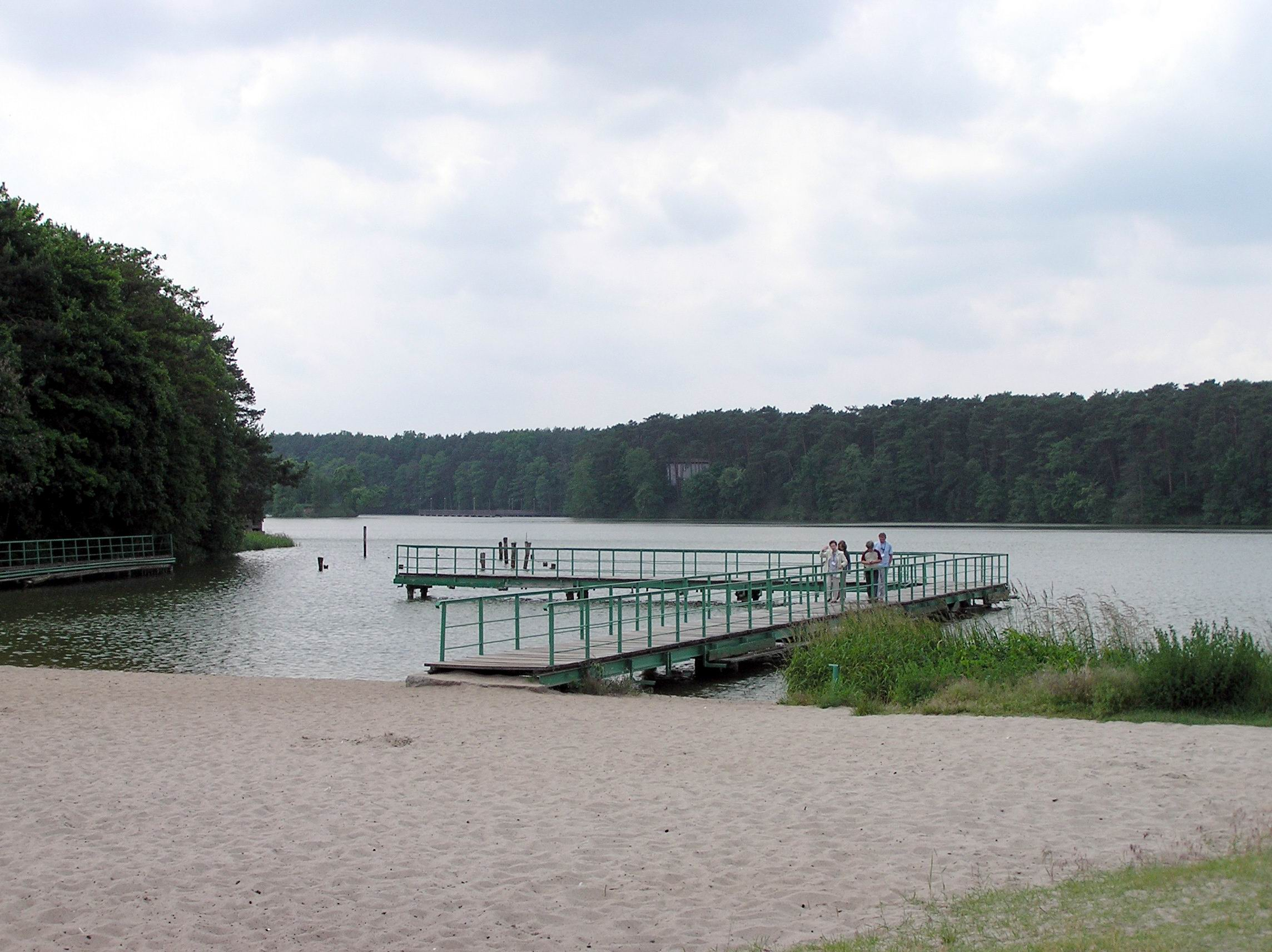
Jezioro Soczewka w miejscowości Nowy Duninów

Lasy Gostynińsko-Włocławskie – leśny kompleks promocyjny powołany zarządzeniem dyrektora generalnego Lasów Państwowych z dnia 19 grudnia 1994 roku, a ustanowiony 1 stycznia 1995 roku.

## Przynależność administracyjna
Kompleks znajduje się na terenie dwóch województw: kujawsko-pomorskiego i mazowieckiego na terenie dwóch regionalnych dyrekcji Lasów Państwowych: RDLP w Łodzi oraz RDPL w Toruniu. Swoim zasięgiem obejmuje kilka miast: Brześć Kujawski, Gąbin, Gostynin, Kowal, Radziejów i Włocławek. Obszar wchodzi w skład leśnych jednostek administracyjnych:
- RDLP w Łodzi
  - nadleśnictwo Gostynin – 16 127 ha
  - nadleśnictwo Łąck – 12 399 ha

- RDLP w Toruniu
  - nadleśnictwo Włocławek – 25 122 ha

## Położenie i charakterystyka
LKP Lasy Gostynińsko-Włocławskie położony jest na granicy Wielkopolsko-Pomorskiej i Mazowiecko-Podlaskiej krainy przyrodniczoleśnej, w większości na terenie pradoliny Toruńsko-Eberswaldzkiej. Ciągnie się wzdłuż lewego brzegu Wisły na długości ponad 80 km, zaczynając się za Wyszogrodem, a kończąc w okolicy wsi Lubanie. Szerokość sięga 30 km. w nadleśnictwie Gostynin.
Obszar zróżnicowany jest krajobrazowo: część wschodnia jest stosunkowo płaska, natomiast pozostała pokryta wydmami śródlądowymi i jeziorami rynnowymi, z których ponad 50 ma powierzchnię powyżej 1 ha. Większe z nich to: Białe, Chełmica, Gosiąż, Lucień, Rakutowskie, Soczewka, Wikaryjskie, Wójtowskie Duże, Zdworskie.
Na terenie tym przeważają gleby bielicoziemne cechujące się najniższą zasobnością w składniki odżywcze. W związku z tym głównym typem siedliskowym lasu są tu bory: bór mieszany świeży (37,17%) i bór świeży (32,69%). Dalej znajdują się las mieszany świeży (15,98%) i las świeży (5%). Przeważają tu drzewostany jednogatunkowe i jednopiętrowe (szczególnie w nadleśnictwie Włocławek) z dominującą sosną. Większość drzewostanów jest w wieku od 40 do 80 lat.

## Edukacja
Jedną z funkcji LKP jest edukacja przyrodnicza i ekologiczna społeczeństwa. Na terenie Lasów Gostynińsko-Włocławskich realizują ją liczne obiekty:
- Włocławskie Centrum Edukacji Ekologicznej
- Izba Edukacji Przyrodniczo-Leśnej funkcjonująca w Szkole Podstawowej Nr 3 w Gostyninie.
- Izba Edukacyjna w nadleśnictwie Łąck oferująca całoroczną wystawę ptaków i ssaków.
- Izba Pamięci Historycznej
- zabytkowa Wyłuszczarnia nasion w Łącku
- 5 ścieżek dydaktycznych:
  - Ścieżka przyrodniczoleśna „Lucień” na południowo-zachodnim brzegu jeziora Lucień w nadleśnictwie Gostynin
  - Ścieżka przyrodniczoleśna „Pagórek” zlokalizowana w kompleksie leśnym Pagórek w pobliżu siedziby nadl. Gostynin.
  - Ścieżka edukacyjna „Łąck”
  - Ścieżka edukacyjna „Gąbin”
  - Ścieżka edukacyjna „Rzepki” przy rezerwacie przyrody Rzepki
- Punkt edukacyjny „Leśna Klasa” przy siedzibie nadleśnictwa Łąck

## Ochrona przyrody
Na obszarze LKP znajduje się Gostynińsko-Włocławski Park Krajobrazowy oraz 19 rezerwatów przyrody o łącznej powierzchni ok. 2 000 ha:
| - Dąbrowa Łącka - Dębice - Dolina Skrwy - Drzewce - Gościąż | - Grodno - Jastrząbek - Jazy - Jezioro Rakutowskie - Korzeń | - Kresy - Kulin - Lubaty - Lucień - Łąck | - Olszyny Rakutowskie - Osetnica - Rzepki - Wójtowski Grąd |

Ponadto istnieją tu obszary chronionego krajobrazu: „Doliny Przyszwy”, „Gostynińsko-Gąbiński”, „Doliny Skrwy Lewej” i „Nadwiślański”, zespoły przyrodniczo-krajobrazowe, użytki ekologiczne oraz pomniki przyrody.